# Nhiên liệu phản lực
Nhiên liệu phản lực, nhiên liệu tuabin hàng không (ATF), hoặc avtur, là một loại nhiên liệu hàng không được thiết kế để sử dụng trong máy bay chạy bằng động cơ tua-bin khí. Nó có dải màu từ không màu đến màu vàng rơm. Nhiên liệu được sử dụng phổ biến nhất cho hàng không thương mại là Jet A và Jet A-1, được sản xuất theo tiêu chuẩn quốc tế tiêu chuẩn. Nhiên liệu máy bay phản lực duy nhất khác thường được sử dụng trong hàng không chạy bằng động cơ tua-bin dân dụng là Jet B, được sử dụng để tăng cường hiệu suất thời tiết lạnh.
Nhiên liệu phản lực là hỗn hợp của nhiều loại hydrocarbon. Do thành phần chính xác của nhiên liệu máy bay rất khác nhau dựa trên nguồn dầu mỏ, nên không thể định nghĩa nhiên liệu máy bay là tỷ lệ của các hydrocarbon cụ thể. Do đó nhiên liệu phản lực được định nghĩa là một đặc điểm kỹ thuật hiệu suất hơn là một hợp chất hóa học. Hơn nữa, phạm vi khối lượng phân tử giữa hydrocarbon (hoặc số lượng carbon khác nhau) được xác định bởi các yêu cầu cho sản phẩm, chẳng hạn như điểm đóng băng hoặc điểm khói. Nhiên liệu máy bay phản lực Kerosene (bao gồm Jet A và Jet A-1, JP-5 và JP-8) có phân bố số lượng carbon trong khoảng từ 8 đến 16 (nguyên tử carbon trên mỗi phân tử); nhiên liệu máy bay phản lực cắt ngang hoặc naphtha -type (bao gồm Jet B và JP-4), trong khoảng từ 5 đến 15.